# Giovanni de Manna
Giovanni de Manna (falecido em 1504) foi um prelado católico romano que serviu como bispo de Lavello (1502–1504).

## Biografia
No dia 24 de agosto de 1502, Giovanni de Manna foi nomeado pelo Papa Alexandre VI como Bispo de Lavello. Serviu como Bispo de Lavello até à sua morte em 1504.